# 30539 Raissamuller
30539 Raissamuller este un asteroid din centura principală de asteroizi.

## Descriere
30539 Raissamuller este un asteroid din centura principală de asteroizi. A fost descoperit pe 20 iulie 2001 la Socorro, New Mexico, în cadrul proiectului LINEAR. Asteroidul prezintă o orbită caracterizată de o semiaxă mare de 2,23 ua, o excentricitate de 0,18 și o înclinație de 6,9° în raport cu ecliptica.